# Кадис (провинция)
Ка́дис (исп. Cádiz) — самая южная провинция Испании в автономном сообществе Андалусия. Столица — город Кадис.

## География
Провинция омывается на западе и юго-западе Атлантическим океаном, на юге — Гибралтарским проливом, на юго-востоке — Средиземным морем. 

Площадь — 7442 км².
Главные реки области — Гуадалете и Гвадалквивир. 
Почва плодородна; главные продукты — вина, оливковое масло и хлеб; ловля рыбы и добыча морской соли.

## Административное устройство
Административно провинция Кадис состоит из 6 районов (комарка), которые делятся на 44 муниципалитета.
- Баия-де-Кадис
- Кампиния-де-Херес
- Коста-Нороэсте-де-Кадис
- Сьерра-де-Кадис
- Ла-Ханда
- Кампо-де-Гибралтар

## Демография
Население — 1164 тыс. (данные 2004 г.).

## Достопримечательности
- Чипионский маяк (62,5 метров) — самый высокий маяк Испании и 20-й по высоте в мире.

## Культура
Кухня: Кухня провинции Кадис

## Галерея

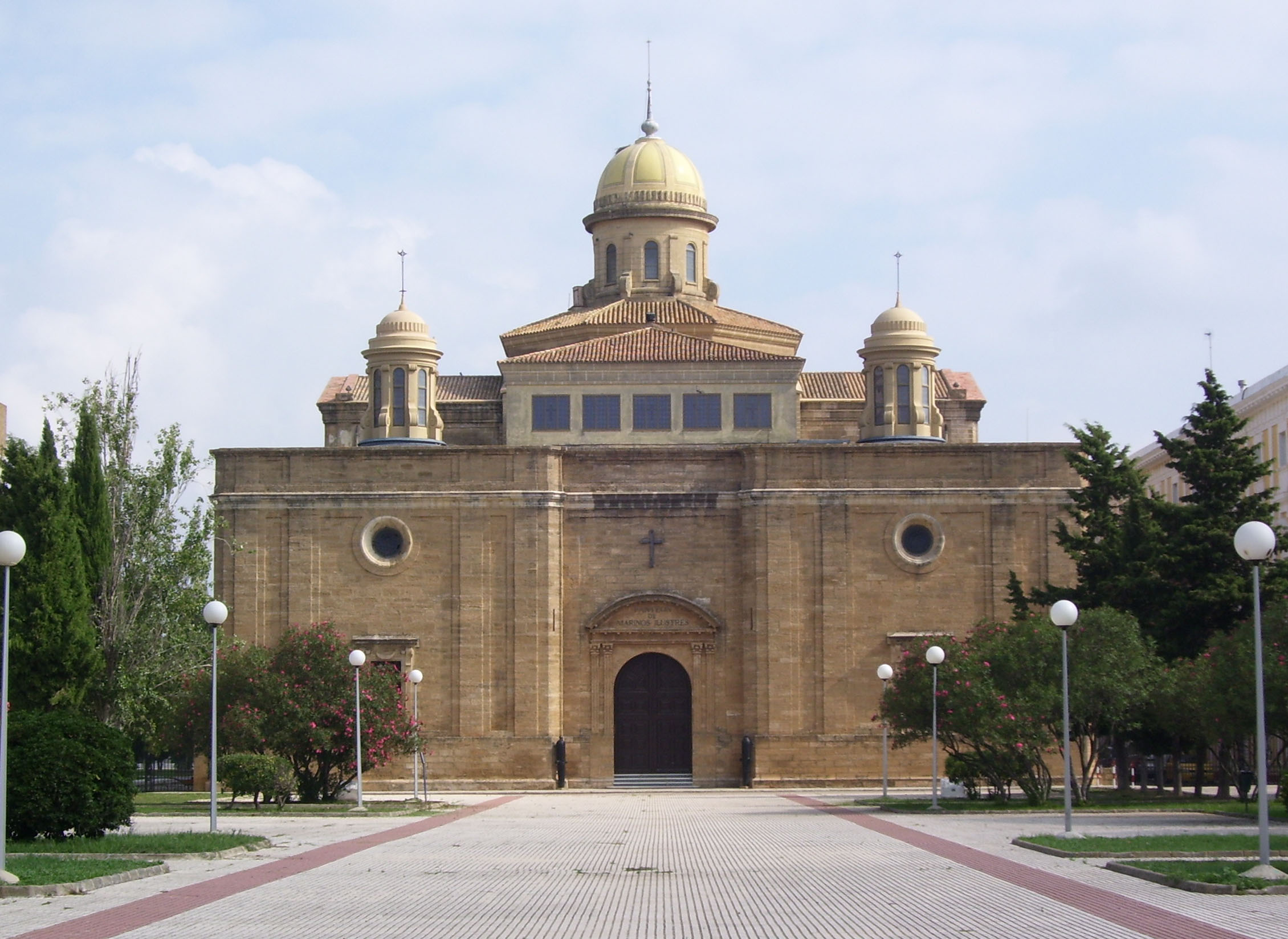
Пантеон выдающихся моряков
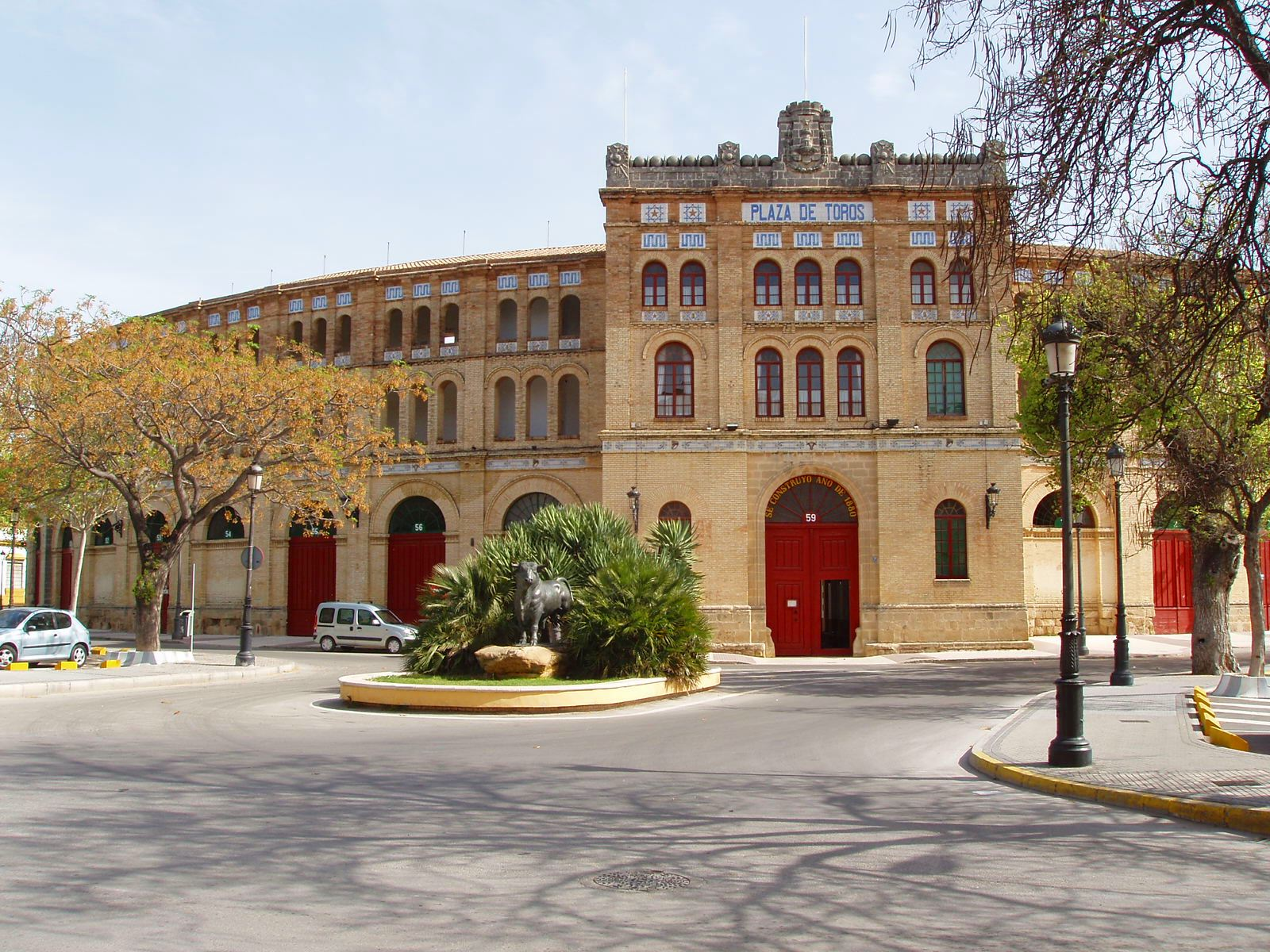
Арены в Эль-Пуэрто
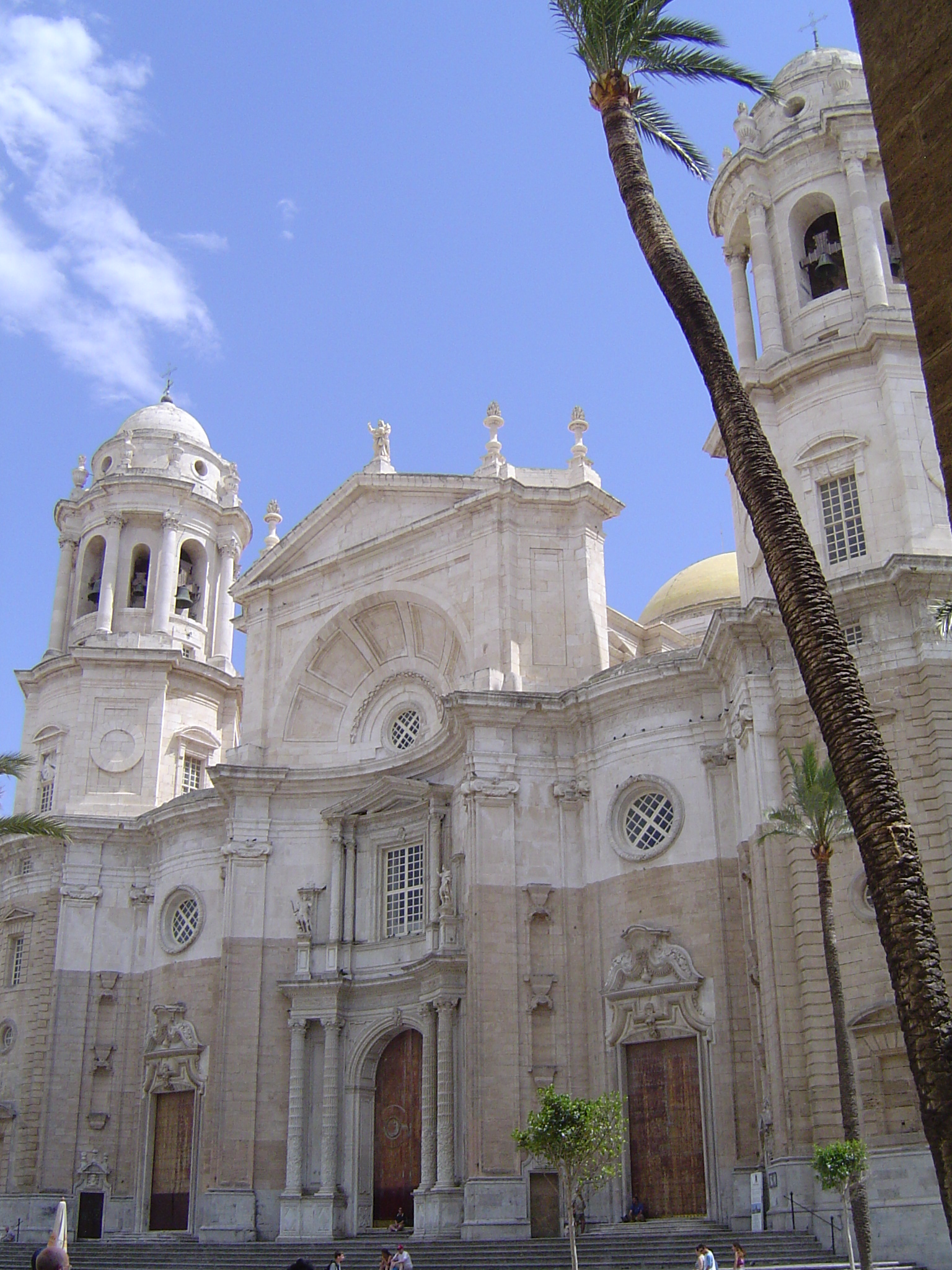
Собор в Кадисе
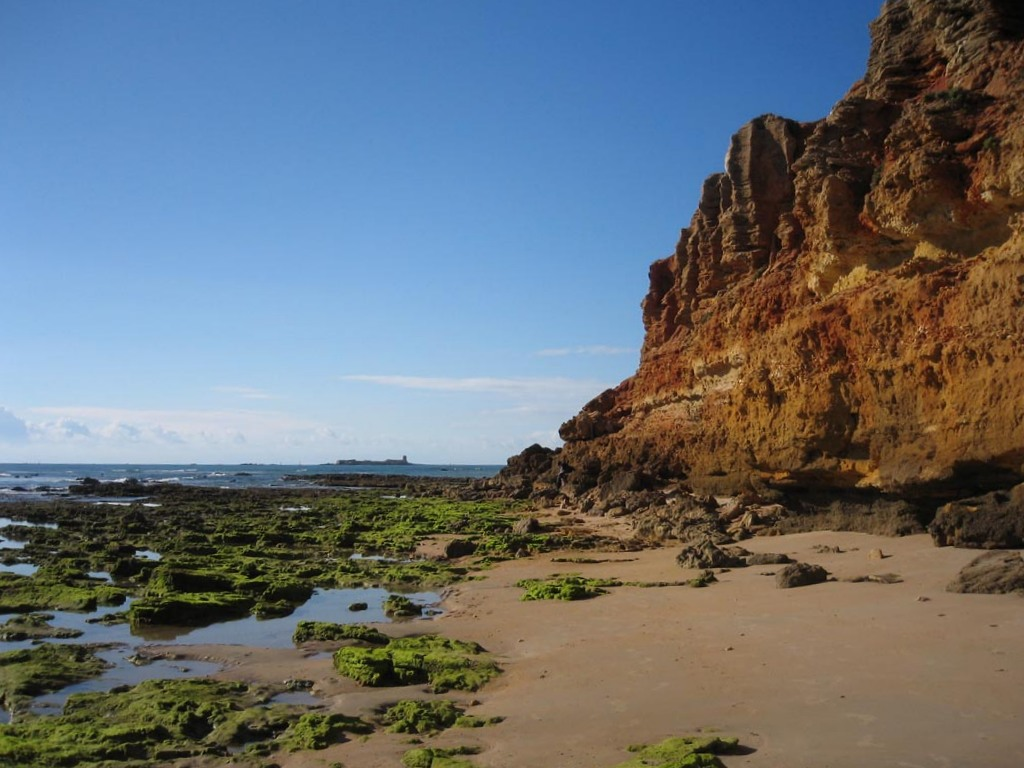
Пляж Санкти-Петри
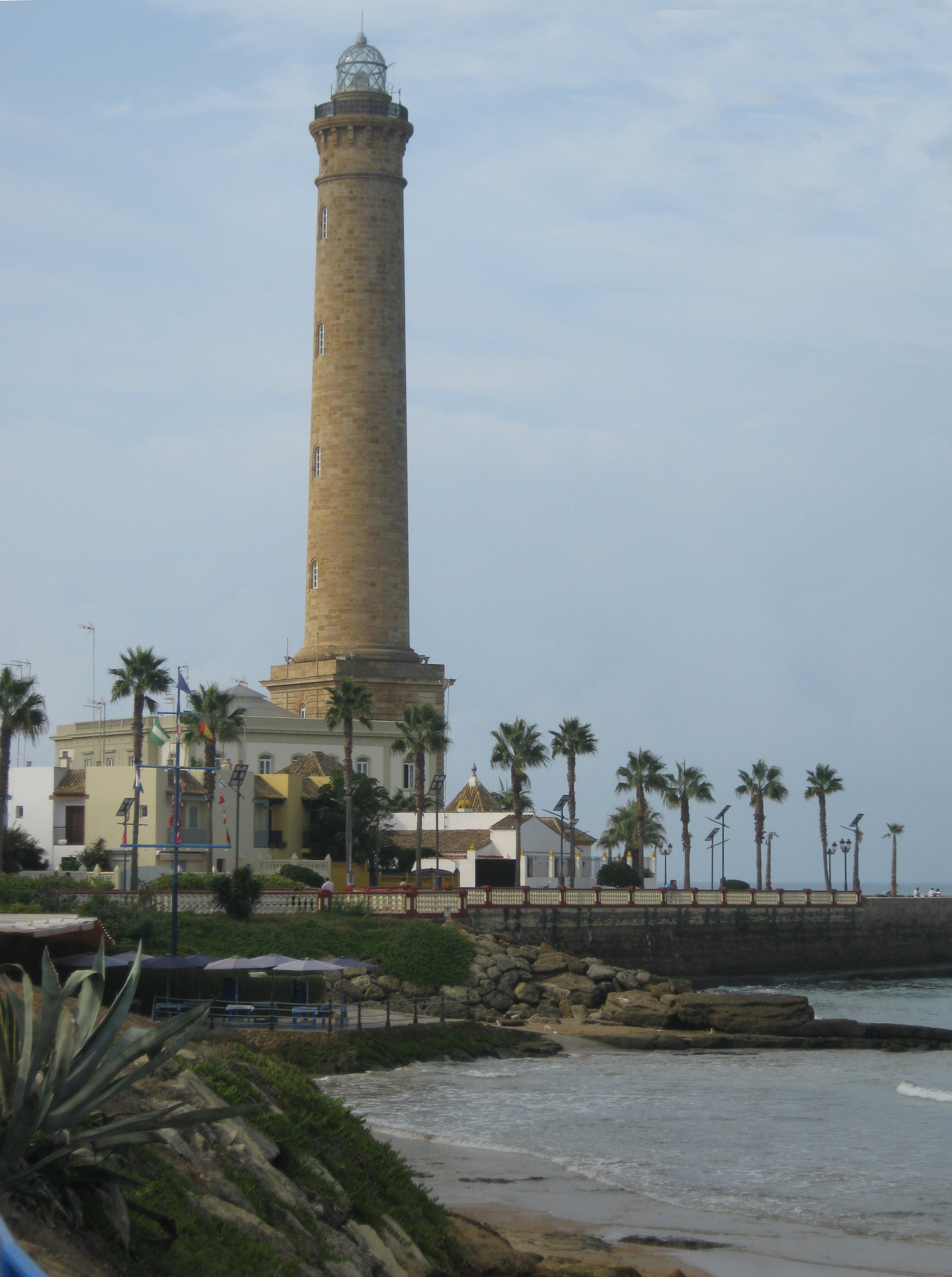
Чипионский маяк